# Olaf von Schilling
Olaf von Schilling (16 de septiembre de 1943-18 de mayo de 2018) fue un deportista alemán que compitió para la RFA en natación. Ganó una medalla de oro en el Campeonato Europeo de Natación de 1970 en la prueba de 4 × 200 m libre.

## Palmarés internacional
| Campeonato Europeo | Campeonato Europeo | Campeonato Europeo | Campeonato Europeo |
| Año                | Lugar              | Medalla            | Prueba             |
| ------------------ | ------------------ | ------------------ | ------------------ |
| 1970               | Barcelona (España) | Medalla de oro     | 4 × 200 m libre    |